# Cấp Tiến, Tiên Lãng
Cấp Tiến là một xã thuộc huyện Tiên Lãng, thành phố Hải Phòng, Việt Nam.
Xã Cấp Tiến có diện tích 7,47 km², dân số năm 1999 là 6426 người, mật độ dân số đạt 860 người/km².

## Đền Khai Quốc
Đền Khai Quốc ở xã Cấp Tiến thờ 3 vị tướng nhà Đinh Trương Phương, Trương Tề, Trương Tụy cùng Thần Thiên Quan Bình Lãng và Bạt hải Đại vương, vua Đinh Tiên Hoàng đã dành kính tặng Ngũ vị đẳng thần tại Kinh Lương, những vị thần giữ Biển Đông của đất nước.